# Takala (roi d'Uvea)
Takala (mort en juin 1832) est un chef coutumier wallisien du district de Mu'a, descendant du roi Vehi’ika. Opposé à Soane-Patita Vaimua Lavelua Ier, de la lignée Takumasiva, il profite de l'arrivée d'un marchand hawaïen, George Marina (Siaosi Manini), pour contester l'autorité royale et devenir roi (lavelua) d'Uvea de 1831 à 1832. Après la défaite de Manini fin janvier 1832, il perd son titre. Il meurt quelques mois plus tard après une nouvelle altercation violente avec des marins britanniques et américains.

## Historique

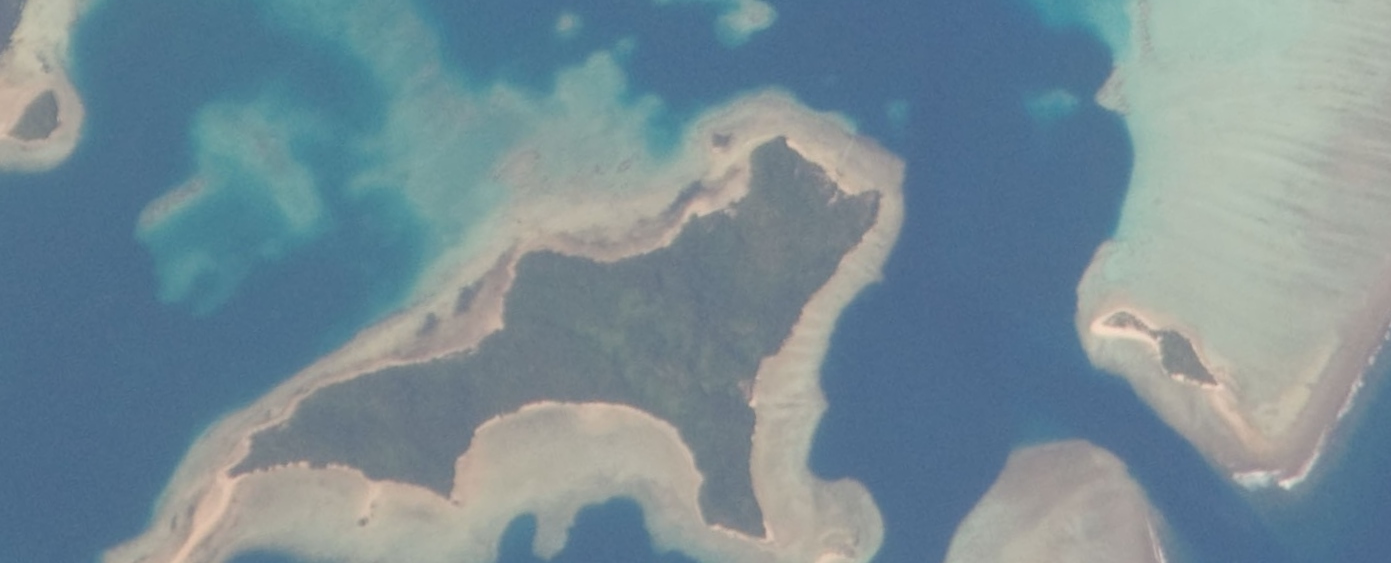
L'îlot Nukuatea, au sud de Wallis.

Takala est un chef de Mu'a. C'est le fils du roi Vehi’ika, solidement implanté au sud de Wallis et concurrent de la lignée Takumasiva, implantée à Hahake. Il réside à Matagaika, situé sur l'actuel village de Lavegahau. Son rival, Soane-Patita Vaimua Lavelua Ier, est nommé roi vers 1828.

### Accession au pouvoir
En 1829, un commerçant hawaïen métis espagnol, George Marina (Siaosi Manini), débarque au sud de Wallis pour la pêche des holothuries (bêches de mer). Manini a déjà joué un rôle dans les guerres entre chefs aux Fidji et Samoa en vendant des armes à feu aux chefs rivaux et est décrit comme ayant des ambitions « napoléoniennes ». Il épouse la fille de Takala.
En 1830, Takala et plusieurs wallisiennes partent avec Manini jusqu'à Hawaï, où le marchand recrute un équipage pour la pêche des bêches de mer. D'après l'historien hawaïen Samuel Kamakau, c'est la première fois que des Wallisiens sont vus à Hawaï. Takala revient à Wallis au début de 1831, à l'îlot Nukuatea, qu'il vend à Manini en échange de pacotille (couteaux, haches, tissus et autres objets divers). Manini et son équipage hawaïen installent sur l'îlot une grande maison, un atelier de préparation des bêches de mer et une trentaine de huttes pour loger les travailleurs. Un fort avec neuf canons est également érigé. « Dès lors, les Européens se considèrent propriétaires à la mode occidentale de l'île et essayent de s'en réserver l'usage. Or, ce mode de possession exclusif n'existe pas dans la société traditionnelle wallisienne et les altercations commencent ». Rapidement, la situation dégénère en conflit armé. Cet épisode est connu dans l'histoire d'Uvea sous le nom de Te tau vaihi (la guerre des hawaïens).
Marina et ses hommes, soutenus par Takala, attaquent la résidence royale de Soane-Patita Vaimua Lavelua Ier, occasionnant plusieurs morts. L'objectif de Takala est de restaurer la suprématie de sa lignée face aux nobles de Hahake. Takala remporte la victoire, Vaimu'a est retenu prisonnier à Mu'a. Takala est nommé Lavelua et « les aristocrates de Hahake [sont] humiliés et réduits à la servitude ». Le règne (qualifié par Sophia Chave-Dartoen d'« usurpation ») intervient dans une période instable où les nobles de Hahake consolident leur hégémonie.

### Chute et décès
Siaosi Manini impose le travail forcé et la population wallisienne n'accepte pas son autorité. Vaimua Takumasiva redevient le roi de Wallis. Fin janvier 1832, Manini est assassiné et une grande partie des hawaïens sont massacrés. Takala est exilé au nord de Wallis, à Falaleu.
Quelques mois plus tard, un nouveau massacre a lieu. Le 26 mars 1832, le baleiner britannique Holdham mouille à Wallis. En réponse au vol des vêtements de marins par les wallisiens, les hommes d'équipage pillent le village de Fagatoto et s'en prennent violemment aux habitants. De plus, le capitaine, sous l'emprise de l'alcool, annonce qu'il veut tuer le roi. Ces agressions entraînent la vengeance de Takala et de ses hommes, qui attaquent le navire le 12 avril : armés de haches et d'armes à feu, ils tuent presque tous les marins du Holdham,. Le lendemain, un navire américain découvre la tuerie et prévient un navire de guerre britannique, le H.M.S. Zebra. Ce sloop arrive à 'Uvea en juin 1832 et bientôt des échanges de tirs ont lieu. Takala trouve la mort dans la bataille qui s'ensuit, avant que la paix ne soit rétablie.